# ویلیام اشورست
ویلیام اشورست (به انگلیسی: William Ashurst) بازیکن فوتبال زادهٔ ۴ مه ۱۸۹۴ اهل کشور انگلستان که سابقهٔ بازی در تیم ملی فوتبال انگلستان را در کارنامهٔ خود دارد. وی در تاریخ ۲۱ مه ۱۹۲۳ نخستین بازی ملی خود را در مقابل تیم ملی فوتبال سوئد انجام داد و با حضور در ۵ بازی ملی، در تاریخ ۴ آوریل ۱۹۲۵ واپسین بازی ملی‌اش را در برابر تیم ملی فوتبال اسکاتلند برگزار کرد.